# Larinia montecarlo
Larinia montecarlo là một loài nhện trong họ Araneidae.
Loài này thuộc chi Larinia. Larinia montecarlo được Herbert Walter Levi miêu tả năm 1988.